# Козлов, Григорий Андреевич
Григо́рий Андре́евич Козло́в (1885—1975) — советский партийный деятель, секретарь Коми обкома ВКП(б) (июнь 1927 — март 1929).
Родился 10 января 1885 года в д. Дубровки Александровского уезда Владимирской губернии. Работал штамповщиком и слесарем на заводе Аленчикова и Зимина.
Член РСДРП(б) с 1916 года. Участник Октябрьской революции и гражданской войны.
В 1918—1919 гг. — председатель исполкома Александровского уездного Совета рабочих, солдатских и крестьянских депутатов. Делегат IV и V Всероссийских съездов Советов (1918). В 1920—1922 гг. — секретарь Александровского уездного комитета РКП(б).
В 1925 году окончил Коммунистический университет им. Я. М. Свердлова.
В 1925—1927 гг. руководил группами пропагандистов ЦК в Смоленске, Новгороде, Ставрополе.
В июне 1927 — марте 1929 гг. — секретарь Коми обкома ВКП(б). Делегат XV съезда ВКП(б) (2-19 декабря 1927 г.).
В 1929—1933 гг. — в аппарате ЦК партии. В 1933—1935 гг. — парторг ЦК ВКП(б) на заводе в Рыбинске. В 1935—1937 гг. учащийся Всесоюзной промышленной академии имени И. В. Сталина, секретарь парткомитета, с октября 1937 г. директор Промакадемии.
С 1941 по 1958 г. работал в Комитете стандартов, мер и измерительных приборов при СНК (Совете Министров) СССР.
Умер в Москве в феврале 1975 года.